# لورين غريغ
لورين غريغ (بالإنجليزية: Lauren Gregg)‏ (20 يونيو 1960 في الولايات المتحدة - ) هي مدربة كرة قدم ولاعبة كرة قدم أمريكية في مركز الدفاع.